# جائزة فرنسا الكبرى 1926
جائزة فرنسا الكبرى 1926 هو سباق فورمولا 1 أقيم بتاريخ 27 يونيو 1926 في فرنسا. كان الثاني من أصل 5 في بطولة العالم لسباقات الفورمولا واحد موسم 1926.